# Малтусова теорија
Малтусова теорија је теорија Томаса Роберта Малтуса по којој свака животињска врста, укључујући и човека, множи се по геометријској прогресији, док се средства за живот, посебно храна, повећавају аритметичком прогресијом. Из наведених разлога, ради опстанка људске врсте неизбежни су ратови као и природне катастрофе како би се постигла одговарајућа равнотежа. Сама теорија је објављена кроз његов рад Аn Essay on the Principle of Population односно "Есеј о принципима популације". Само дело је у својим првобитним издањима било у облику памфлета којима се полемисало обарајући Вилијаму Голдвину који је, као својеврстан представник физиократизма сматрао да ће технологија толико напредовати да ће бити сасвим довољно да човек ради, просечно, пола сата дневно како би задовољио све своје потребе. Малтус је упорно покушавао доказати да, иако ће укупан добитак порастом становништва расти, неће расти добитак по глави становника управо због разлике између Геометријске прогресије и аритметичке прогресије. У наредним издањима, Малтус је даље развио своју теорију о становништву, код које је највећи утисак остао управо у разлици у брзини раста становништва и средстава неопходних за његов живот.
Сама Малтусова теорија полазила је од две базичне пропорције:
1. Становништво је ограничено средствима за опстанак
2. Становништво константно расте ако средства за опстанак расту све док пораст не буде ограничен препрекама.
Препреке се могу поделити на превентивне, као што је морално уздржавање (укључујући и касно склапање брака), затим "зла" као што су абортус, превенција од зачећа, ванбрачни сексуални односи и проституција. Са друге стране постоје позитивне препреке, као што су: епидемија, глад,куга, ратови и друге манифестације беде.
По Малтусу, посебно у каснијим издањима Есеја, морално уздржавање, као што су целибат и одлагање склапања брака, је прихватљивије са гледишта спречавања ексцесивног пораста становништва. Узрок тежње становништва да прекорачи границе средстава за опстанком, Томас Роберт Малтус проналази у сексуалном нагону.
Природно, овако радикалан поглед на становништво и узроке, односно последице, његовог умножавања оставио је одјека како у том тако и у данашњем времену превасходно оличеном кроз модеран покрет који се зове Неомалтузијанизам, односно њихови представници, Неомалтузијанци који су даље радикализовали ову теорију сматрајући да је императив сваког друштва да делује ограничавајуће на сопствени раст у условима недостатка средстава за његовим опстанком.

## Критика Малтусове теорије о становништву
У току 19. века водила се жива расправа о Малтусовим тезама. Критике су углавном биле усмерене на две тезе од којих је прва "сексуални нагон" као узрок прекомерног повећања становништва, где се прва група критичара задржала на истој тези покушавајући да пронађу општеважећи закон о становништву. Критичари који су Малтусов "закон" нападали поводом његове биолошке компоненте (нпр. Херберт Спенсер) су становиште заузели на чињеници да сексуални нагон није увек исти, већ да код свих живих бића, а посебно човека, постоји уска повезаност између висине плодности и опасности у погледу опстанка врсте (позитивна корелација). Према њима, што је већа опасност по врсту, то је већа плодност, како би се врста одржала, слично методу покушаја и грешке. Код човека, због развијеног можданог и нервног система, опасност од уништења врсте готово и не постоји, односно смањена је, и паралелно долази до смањења прокреационе способности. Друга група критичара Малтуса из редова социјалиста тражи објашњења кретања становништва, пре свега, у друштвеној сфери. Основе Малтусовог песимизма, пренасељености и проблема који се јављају у вези са брзим порастом становништва су у друштвеном уређењу које се заснива на приватном власништву. Главна је, пак, критика дошла од оснивача марксизма, тј. од стране Маркса и Енгелса, који су нарочито оспоравали могућност формулисања сталног и непроменљивог, односно "природног" закона о становништву.